# Bellator ribeiroi
Bellator ribeiroi is een straalvinnige vissensoort uit de familie van ponen (Triglidae). De wetenschappelijke naam van de soort is voor het eerst geldig gepubliceerd in 1965 door Miller.